# Црква Успења Богородице у Јошаници
Црква успења Пресвете Богородице налазе се у Јошаници, месту које је 15 километара удаљено од Сокобање.

## О самој цркви
Црква Успења Пресвете Богородице датира још из 11. века. Зидана је од камена и поседује изразито упечатљив иконостас који конзервиран и делимично рестауиран. Најзапаженија икона која се ту налази несумнјиво је икона Исуса Христа у три животна доба (као малени дечак, потом као човек у приоду свог страдања и оно најинтересантније као старац).